# 그물 섬유

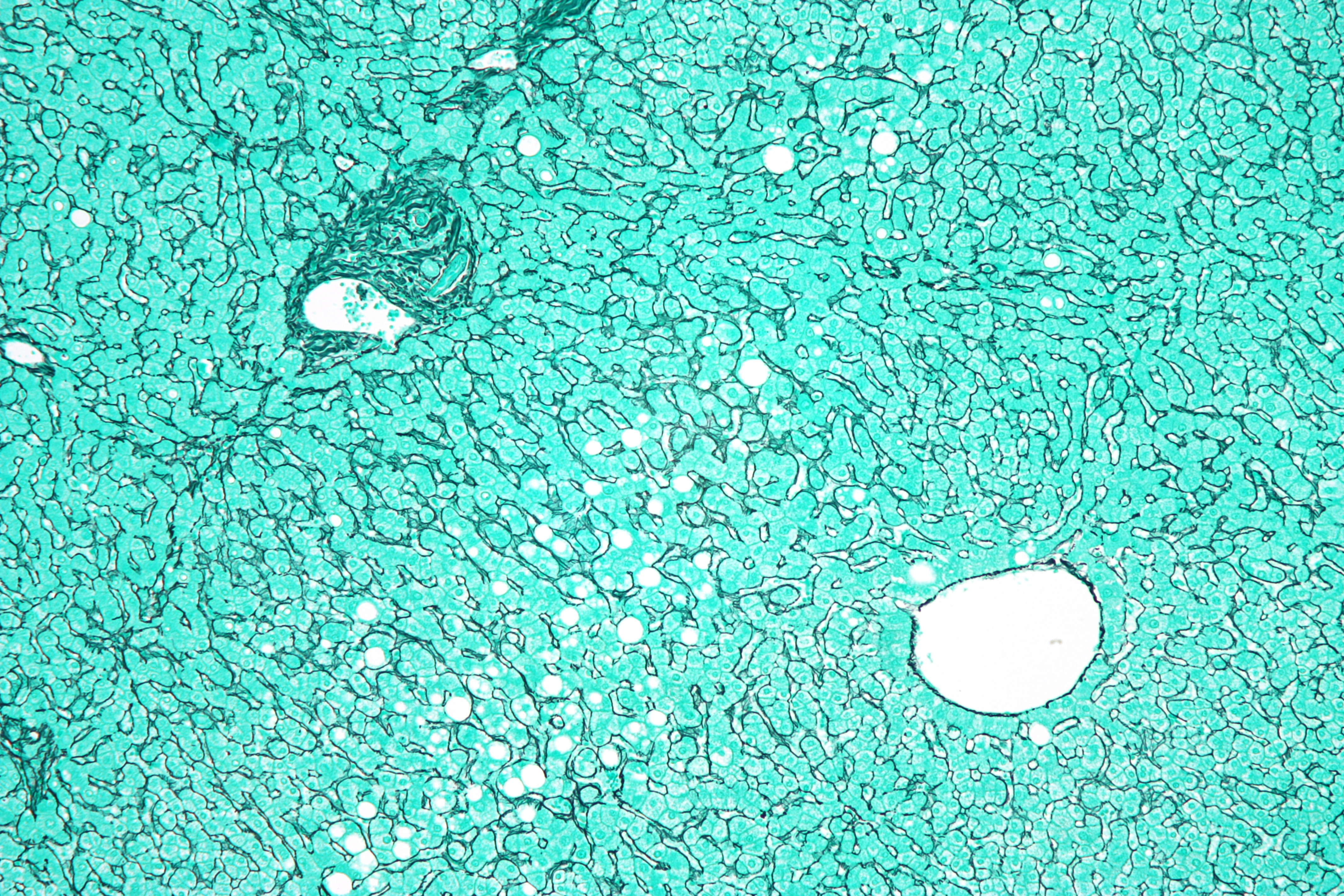
레티쿨린 염색(reticulin stain)을 통한 간 생검 결과, 정상적인 간판(hepatic plate) 두께와 경미한 지방증(steatosis)이 확인되었다.

그물 섬유(reticular fiber, reticular fibre, reticulin, 망상 섬유)는 망상세포에서 분비되는 III형 콜라겐으로 구성된 결합조직의 섬유 유형이다. 이들은 주로 망상섬유 단백질로 구성되어 있으며 네트워크 또는 그물망을 형성한다. 망상섬유는 가교되어 미세한 그물(그물섬유)을 형성한다. 이 네트워크는 간, 골수 및 림프계의 조직과 기관과 같은 연조직에서 지지 그물 역할을 한다.

## 같이 보기
- 결합 조직
- 그물 결합 조직
- 레티쿨린
- 아교 섬유
- 탄력 섬유